# Jaci Velasquez (álbum)
Jaci Velasquez es el álbum homónimo de Jaci Velasquez, este es el segundo álbum de estudio, que fue lanzado al mercado a principio de junio de 1998, se realizó un videoclip para el primer sencillo God so loved.

## Lista de canciones
1. God So Loved
2. Show You Love
3. Little Voice Inside
4. You
5. Look What Love Has Done
6. Child Of Mine
7. Speak For Me
8. Glory
9. Sweet Surrender
10. Paper Tigers
11. Made My World
12. Al Mundo Dios Amó

## Sencillos
1. God So Loved (se realizó un videoclip para este tema)
2. Speak For Me
3. Look Qhat Love Has Done
4. Glory
5. Show You Love